# 帕克縣 (懷俄明州)
帕克縣是位於美國懷俄明州西北角的一個縣，西、北鄰蒙大拿州，面積18,048平方公里。根據2010年人口普查，帕克縣共有人口28,205人。帕克縣的縣治為科迪。黃石國家公園超過53%的面積都位於此縣中。

## 歷史

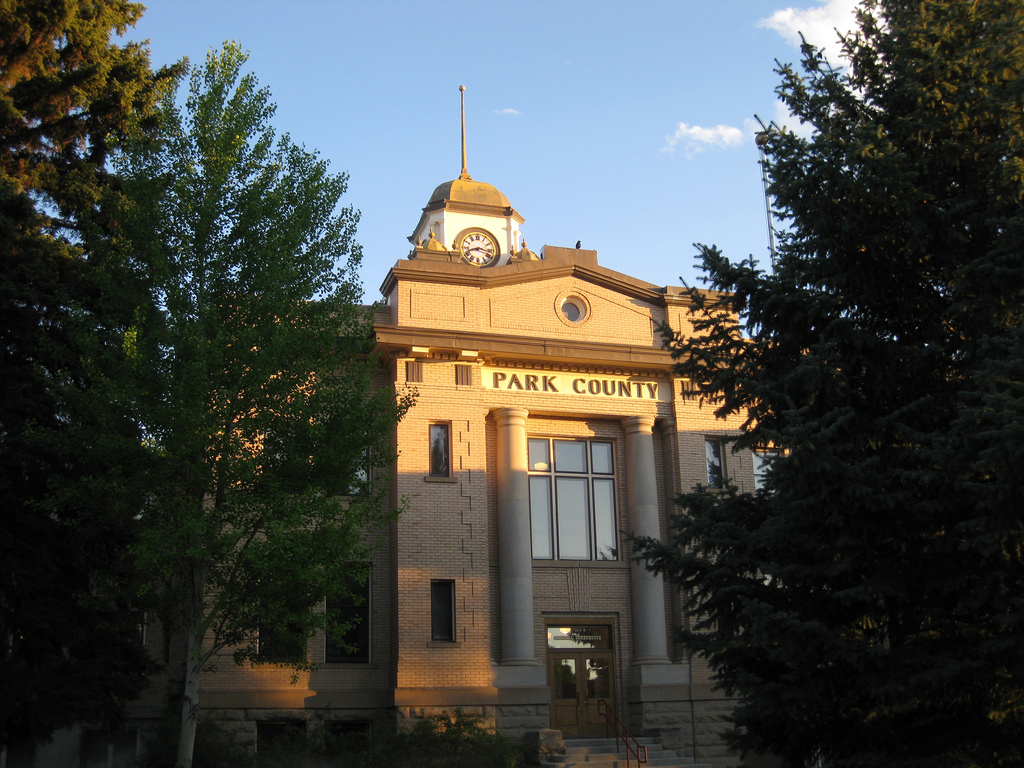
位於科迪內的帕克縣法院

帕克縣於1909年2月15日自比格霍恩縣獨立，並於把縣治設於科迪。而其縣政府則成立於1911年。帕克縣（Park，即公園）的縣名，源自面積超過一半俱在此縣中的黃石國家公園。
於1913年，溫泉縣自帕克縣、比格霍恩縣和弗里蒙特縣獨立。帕克縣亦於1929年及1931年分別微調縣界。至此，帕克縣界不再變更。

## 地理

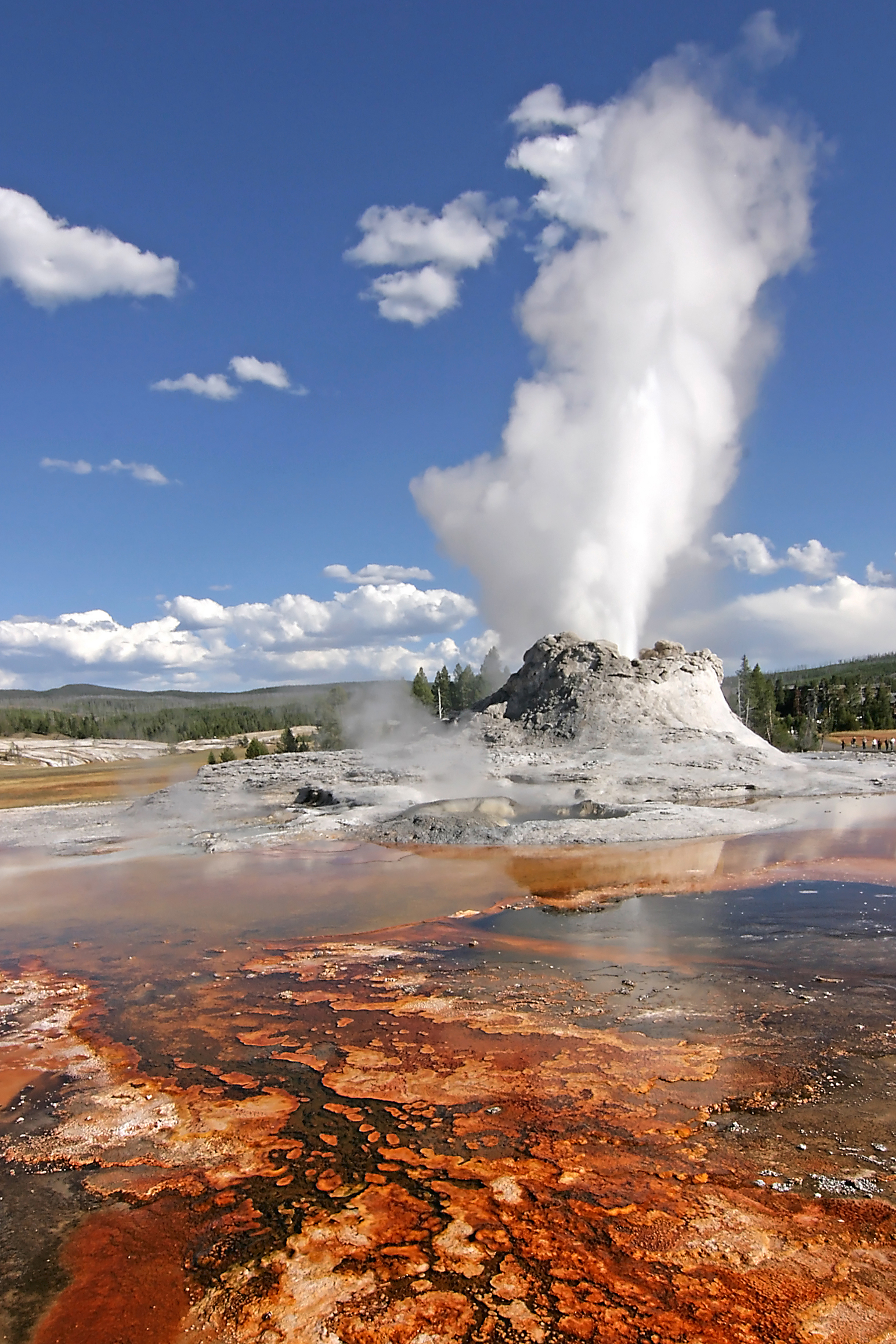
黃石國家公園內正在噴發的城堡噴泉

根據2000年人口普查，帕克縣的面積為6,969平方英里（18,050平方），其中有6,942平方英里（17,980平方），即99.63%為陸地；26平方英里（67平方），即0.37%為水域。帕克縣既是州中面積第三大的縣份，亦是美國面積第28大縣份。

### 毗鄰縣
- 蒙大拿州 帕克縣：北方
- 蒙大拿州 卡本縣：東北方
- 懷俄明州 比格霍恩縣：東方
- 懷俄明州 華謝基縣：東南偏東方
- 懷俄明州 溫泉縣：東南方
- 懷俄明州 弗里蒙特縣：南方
- 懷俄明州 提頓縣：西南方
- 蒙大拿州 加拉廷縣：西北方

懷俄明州帕克縣與蒙大拿州帕克縣是美國22對同名相鄰縣份之一。

### 國家保護區
- 布里傑-提頓國家森林公園（部分）
- 肖肖尼國家森林公園（部分）
- 黃石國家公園（部分）

## 人口
| 调查年            | 人口   | 备注 | %±    |
| ----------------- | ------ | ---- | ----- |
| 1910              | 4,909  |      | —     |
| 1920              | 7,298  |      | 48.7% |
| 1930              | 8,207  |      | 12.5% |
| 1940              | 10,976 |      | 33.7% |
| 1950              | 15,182 |      | 38.3% |
| 1960              | 16,874 |      | 11.1% |
| 1970              | 17,752 |      | 5.2%  |
| 1980              | 21,639 |      | 21.9% |
| 1990              | 23,178 |      | 7.1%  |
| 2000              | 25,786 |      | 11.3% |
| 2010              | 28,205 |      | 9.4%  |
| [ 7 ] [ 8 ] [ 9 ] |        |      |       |

根據2000年人口普查，帕克縣擁有25,786居民、10,312住戶和7,094家庭。其人口密度為每平方英里4居民（每平方公里1居民）。帕克縣擁有11,869間房屋单位，其密度為每平方英里2間（每平方公里1間）。帕克縣的人口是由96.46%白人、0.09%黑人、0.47%土著、0.44%亞洲人、0.05%太平洋岛民、1.41%其他種族和1.08%混血构成。而西班牙裔或拉丁美洲人佔了人口3.72%。在96.46%白人當中，有26.3%為德國人以及13.3%為英國人。
在10,312住户中，有30.1%擁有一個或以上的兒童（18歲以下）、58.9%為夫妻、7.1%為單親家庭、31.2%為非家庭、26.2%為獨居、10%住戶有同居長者。平均每戶有2.42人，而平均每個家庭則有2.92人。在25,786居民中，有24.4%為18歲以下、9.1%為18至24歲、25.2%為25至44歲、26.7%為45至64歲以及14.5%為65歲以上。人口的年齡中位數為41歲，每100個女性就有95個男性。而每100個成年女性（18歲以上）就有93.1個成年男性。
帕克縣的住戶收入中位數為$35,829，而家庭收入中位數則為$41,406。男性的收入中位數為$33,452，而女性的收入中位數則為$20,500。帕克縣的人均收入為$18,020。約8.4%家庭和12.7%人口在貧窮線以下，包括16.6%兒童（18歲以下）及8.3%長者（65歲以上）。